# یواس‌اس پلیکان (ای‌ام-۲۷)
یواس‌اس پلیکان (ای‌ام-۲۷) (به انگلیسی: USS Pelican (AM-27)) یک کشتی بود که طول آن ۱۸۷ فوت ۱۰ اینچ (۵۷٫۲۵ متر) بود. این کشتی در سال ۱۹۱۸ ساخته شد.